# Санд Лејк (округ Кент, Мичиген)
Санд Лејк (енгл. Sand Lake, Kent County) град је у америчкој савезној држави Мичиген.

## Демографија
По попису из 2010. године број становника је 500, што је 8 (1,6%) становника више него 2000. године.
| Група             | 2000.       | 2010.       |
| Белци             | 472 (95,9%) | 459 (91,8%) |
| Афроамериканци    | 1 (0,2%)    | 4 (0,8%)    |
| Азијати           | 4 (0,8%)    | 5 (1,0%)    |
| Хиспаноамериканци | 5 (1,0%)    | 26 (5,2%)   |
| Укупно            | 492         | 500         |